# Bengt Fjällberg
Bengt Fjällberg, född 15 september 1961 i Tärnaby i Storumans kommun, är en svensk alpin skidåkare.  

## Biografi
Fjällberg blev redan som 15-åring medlem i svenska juniorlandslaget, där han nådde flera framgångar. Tärnabyfödde Bengt Fjällberg är syssling till Ingemar Stenmark, och liksom honom tävlade han för Tärna IK Fjällvinden.
Säsongen 1979/80 debuterade Bengt Fjällberg i den alpina världscupen. Säsongen efter blev han tvåa, efter segrande Ingemar Stenmark, vid en tävling i Oslo.
Sin största framgång nådde Bengt Fjällberg i VM 1982 i Schladming i Österrike då han tog brons i herrarnas slalom. Efter första åket låg han fyra.
Något år senare nådde Fjällberg återigen andra plats vid en världscuptävling, denna gången i franska Markstein. Denna gång var han bästa åkare från Tärnaby, med Stig Strand på fjärde och Ingemar Stenmark på sjätte plats.
1984 deltog Bengt Fjällberg i det svenska landslaget vid vinter-OS i Sarajevo. Han låg på fjortonde plats (av 101 startande) efter första åket i slalom men körde ut i andra åket.
Fjällberg tränades av Hermann Nogler. Han avslutade 1985 sin karriär som aktiv på elitnivå, 24 år gammal. Karriäravslutningen sammanföll med ett byte av landslagstränare, och dålig personkemi mellan Fjällberg och tränaren.
Därefter blev Fjällberg lärare vid skidgymnasiet i Tärnaby. Bland Fjällbergs forna elever finns Patrik Järbyn och Jens Byggmark.
2003 flyttade Fjällberg till Västerås, där hans fru bodde och där ett arbete för Schenker väntade. Han drev också ett familjeföretag inom hälsa och friskvård.